# Benny Lindt

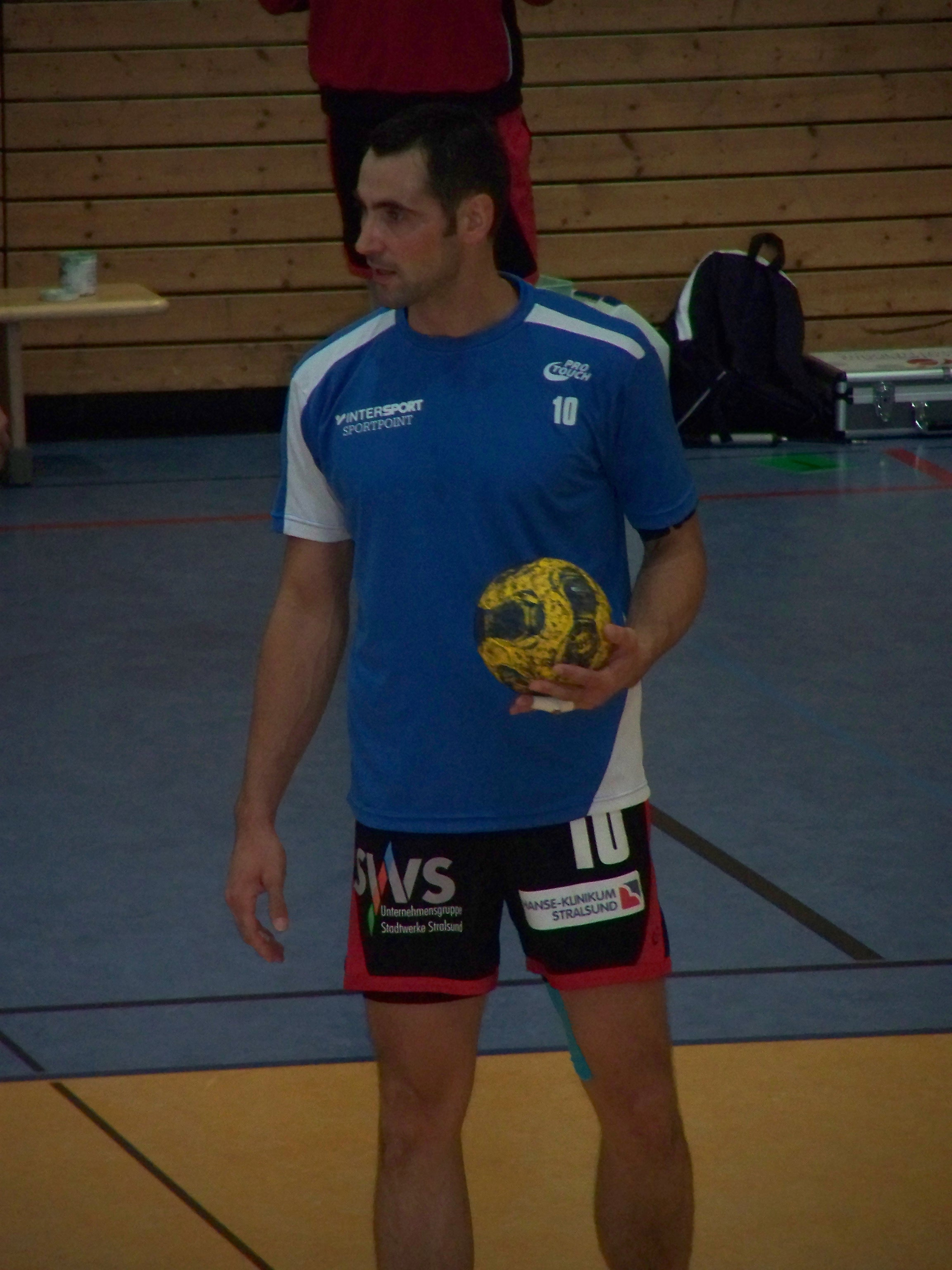
Benny Lindt (2009)

Benny Lindt (* 21. September 1978 in Stralsund) ist ein ehemaliger deutscher Handballspieler.
Der 1,92 Meter große gebürtige Stralsunder wurde auf der Position Rückraum eingesetzt.
Bis August 2003 spielte Benny Lindt beim Stralsunder HV; er besaß zudem ein Zweitspielrecht beim HSV Blau Weiß Insel Usedom. Vom Stralsunder HV, dem damaligen Aufsteiger in die 1. Bundesliga, wechselte er zum Süd-Zweitligisten HC Erlangen. Lindt wechselte im September 2006 von der in der Zweiten Bundesliga, Staffel Nord, spielenden Ahlener SG zum Verein SG Kadetten Espoirs GS Schaffhausen, der Zweiten Mannschaft der Kadetten Schaffhausen. Zur Saison 2007/2008 wechselte er zum Sportverein Harleshausen Kassel. Hier spielte er auch in der Saison 2008/2009 in der Regionalliga Südwest.
Ab der Saison 2009/2010 bis zum Jahr 2012 war er wieder für den Stralsunder HV aktiv. Nach der Saison 2011/2012 beendete er seine Karriere als Handballspieler, um sich beruflichen Aufgaben zu widmen. Später spielte Lindt für den MV-Ligisten SV Einheit Demmin, für den er bis zum Sommer 2014 auflief.